# Jan Danielson
Jan Danielson, folkbokförd Jan Gunnar Danielsson, född 20 mars 1938 i Arvika i Värmland, död 17 juni 2003 i Sundsvall i Medelpad, var en svensk TV-programledare.
Han blev känd genom sin medverkan som programledare i TV-programmet Mitt i naturen, och som fältreporter i Sveriges Radios Naturmorgon. Danielson kom från Värmland men flyttade till Skåne 1966 där han bodde med sin familj i ett konstnärskollektiv på landet. Han värnade om djurs livsvillkor och fortlevnad. I sin trädgård hade han en damm med grodor och paddor och en stor voljär med ett berguvspar. Under årens lopp kläcktes uppemot 100 berguvsungar i denna voljär. Dessa berguvsungar släpptes ut i det fria.
Han var gift med Annabritta Bromander (född 1941) till 1975 och sedan sambo med konstnären Annika Blom (född 1937), som båda är medlemmar i Jan Danielsons minnesfond.
Jan Danielson avled 2003 under en vistelse i Sundsvall. Han är begravd på Vittskövle kyrkogård.

## Filmografi
- 1988 – Venus 90
- 1994 – Tvång på gång

## Priser och utmärkelser
- 1998 – Region Skånes miljöstipendium
- 1999 – Linnépriset